# نوفل لوشاتو
نوفل لوشاتو هي عبارة عن بلدية (كوميون) تقع في إقليم إيفلين في منطقة إيل دو فرانس في شمال وسط فرنسا.

## معلومات تاريخية
اكتسبت بلدية نوفل لوشاتو شهرة عالمية في عام 1978 عندما قام الزعيم الروحي الإيراني آية الله روح الله الخميني في الثامن من أكتوبر باستئجار منزل فيها والانتقال إليها بعد أن قام نظام الشاه محمد رضا بهلوي بنفيه في خضم الثورة الإيرانية، وبعد أن تم ترحيله من العراق التي كان قد لجأ إليها ليعيش وسط المجتمع الشيعي. واستمر الخميني في العيش في بلدية نوفل لوشاتو لمدة عام، ثم عاد إلى إيران عقب سقوط نظام الشاه ليصبح فيما بعد المرشد الأعلى في إيران. وبسبب الوقت الذي قضاه آية الله في بلدية نوفل لوشاتو، تم إطلاق اسم القرية على أحد الشوارع في طهران وتحديدًا الشارع الذي توجد فيه السفارة الفرنسية في إيران والذي كان يُعرف في السابق باسم شارع فرنسا. ولوقت طويل، تم تطويق المنزل الذي عاش فيه الخميني في تقاطع طريق شيفروز وطريق جاردينز بسور وغلقه، وذلك قبل أن يتعرض للهدم في الوقت الراهن.

## وصلات خارجية
- Neauphle-le-Château city council website (in French)